# Río Negro (khu tự quản)
Río Negro là một khu tự quản thuộc bang Amazonas, Venezuela. Thủ phủ của khu tự quản Río Negro đóng tại San Carlos de Río Negro. Khự tự quản Río Negro có diện tích 37903 km2, dân số theo điều tra dân số ngày 21 tháng 10 năm 2001 là 1213 người.